# Teste de Romberg

Tratos da medula espinhal. As colunas dorsais estão indicadas como 3a e 3b, em azul, superiormente

Teste de Romberg é um exame neurológico que é usado para avaliar as colunas dorsais da medula espinhal, que são essenciais para a propriocepção (localizar a posição das articulações) e sentido vibratório. O teste pressupõe que uma pessoa requer pelo menos dois dos três sentidos corporais subjacentes para manter o seu equilíbrio enquanto está de pé. Estes sentidos incluem a propriocepção (capacidade de conhecer o corpo no espaço), a função vestibular (relacionada à percepção do corpo sobre o ambiente externo) e a visão (capta estímulos do ambiente e produz informações sobre mudanças. O Teste de Romberg sugere q, se o equilíbrio vem da combinação destes três sentidos, quando dois desses estiverem funcionando, o indivíduo será capaz de exibir equilíbrio. Como o teste é iniciado com os olhos abertos e, depois executado com os olhos fechados, isso deixa apenas dois dos três sistemas atuantes e caso haja distúrbio em um deles, o avaliado apresentará um desequilíbrio durante a execução do teste. Esse é um teste considerado simples e rápido, que pode ser aplicado com diferentes adaptações em distintas populações abrangendo de crianças à idosos.

### Resultados
Um teste Romberg positivo sugere que a ataxia é de natureza sensorial, ou seja, depende da perda da propriocepção. Um teste Romberg negativo sugere que a ataxia é de natureza cerebelar, ou seja, depende de disfunção localizada do cerebelo.

## Procedimentos
O examinador deve pedir para o paciente permanecer em pé com os pés juntos, mãos ao lado do corpo e olhos fechados por um minuto. O examinador deve permanecer perto do paciente por precaução, já que este pode cair ou se machucar. O teste é considerado positivo quando se observa o paciente balançar, balançar irregularmente ou mesmo cair. A característica principal a ser observada é que o paciente se torna mais instável com os olhos fechados.

## Romberg positivo
O teste de Romberg é positivo em doenças que causam ataxia sensorial como:
- Doenças que afetem as colunas dorsais da medula espinhal, como tabes dorsalis (neurosífilis).
- Doenças que afetam os nervos sensitivos (neuropatias sensoriais periféricas), como a polirradiculoneuropatia desmielinizante inflamatória crônica
- Ataxia de Friedreich

### Versões modificadas
Existem versões modificadas do teste de Romberg, que fornecem uma ampla gama de aplicações para avaliação de equilíbrio.
- Teste de Sharpened Romberg, utilizado para avaliar a ocorrência de ataxia (coordenação prejudicada) em pessoas se recuperando de doença de descompressão, como em mergulhadores. Ele difere do teste tradicional devido ao posicionamento dos  pés durante a execução do protocolo.
- Teste de Postura Unipodal, usado para avaliar a estabilidade postural e o controle em pessoas mais velhas e em pessoas com doença de Parkinson. O teste avalia por quanto tempo uma pessoa consegue ficar em pé sobre uma perna com os olhos abertos. O teste termina após um minuto, e cada perna é testada três vezes .

## História
O teste recebe o nome em homenagem ao neurologista alemão Moritz Heinrich Romberg (1795-1873),  que deu seu nome para a síndrome de Parry-Romberg e a síndrome de Howship-Romberg.. Na primeira metade do século XIX, médicos europeus — incluindo Marshall Hall, Moritz Romberg e Bernardus Brach — descreveram a perda do controle postural em pacientes com propriocepção gravemente comprometida. Posteriormente, outros neurologistas avaliaram o fenômeno em uma gama mais ampla de distúrbios neurológicos, utilizando uma variedade de testes clínicos simples, porém cada vez mais precisos e sensíveis. Embora agora conhecido como sinal de Romberg, entre os neurologistas do final do século XIX esse fenômeno era ora denominado oa Romberg, ora a Brach e Romberg, ora discutido sem atribuição.